# Lucila Balsas
Lucila Candela „Luly“ Balsas (* 3. Juni 2000 in Vicente López) ist eine argentinische Handballspielerin, die insbesondere in der Variante Beachhandball erfolgreich ist.

## Hallenhandball
Lucila Balsas spielt für VILO Handball (Vicente López, Handball). Sie spielt auf der Rückraum-Position, alternativ auch als Rechtsaußen.

## Beachhandball

### Juniorinnenzeit
Balsas gehörte zunächst der Juniorennationalmannschaft Argentiniens im Beachhandball an. Mit dieser nahm sie an den Beachhandball-Juniorenweltmeisterschaften 2017 in Flic-en-Flac auf Mauritius teil. Mit ihrer Mannschaft schlug sie dort in der Vorrunde Paraguay und Kroatien, unterlag jedoch Ungarn. In der Hauptrunde schlug Argentinien Taiwan, unterlag dann den Niederlanden. Als Hauptrundendritte zog sie mit Argentinien in die Viertelfinals ein, wo zunächst China besiegt wurde. Im Halbfinale unterlag man erneut den Niederlanden, im Spiel um den dritten Rang gelang ein Sieg über Portugal und damit der Gewinn der Bronzemedaille. Ein Jahr später waren die Olympischen Jugend-Sommerspiele 2018 in ihrer Heimat Buenos Aires der Saisonhöhepunkt. Beachhandball ersetzte erstmals Hallenhandball und war erstmals überhaupt olympisch. Schon zwischen Januar und September nahm sie an allen vier Vorbereitungstouren nach Brasilien teil. Zudem gehörte sie zum Kader der Juniorinnenmannschaft bei einem Vorbereitungsturnier mit den A-Nationalmannschaften Argentiniens und Uruguays. In der Vorrunde schlug man die Mannschaften aus der Türkei, aus Paraguay, Venezuela und Hongkong. Einzig das letzte Gruppenspiel, erneut gegen die Niederlande, ging verloren. Waren die Spiele in der Vorrunde immer eindeutige Angelegenheiten, wurden sie in der Hauptrunde enger, alle drei Spiele gingen ins Shootout. Nachdem man Kroatien geschlagen hatte, unterlag man dem Team aus Ungarn und gewann danach denkbar knapp gegen Taiwan. Als drittplatziertes Team der Hauptrunde traf man auf einen der beiden Angstgegner Ungarn. Obwohl die Ungarinnen in der Addition sogar einen Punkt mehr erzielt hatten, gewannen die Argentinierinnen ein hart umkämpftes Spiel glücklich im Shootout. Im Finale trafen die Argentinierinnen erneut auf Kroatien und besiegten diese mit 2-0 Sätzen. Balsas gewann somit mit Argentinien die erste olympische Goldmedaille im Beachhandball. Balsas trug kontinuierlich zum Erfolg bei und traf abgesehen von den beiden Partien gegen Kroatien in allen Spielen. Ihre meisten Punkte machte sie in der Hauptrunde gegen Ungarn.

### Spielerin im Seniorinnenbereich

#### Nationalmannschaft
Anschließend rückte Balsas anders als ihre langjährigen Mitstreiterinnen in der Juniorinnen-Nationalmannschaft Carolina Ponce, Zoe Turnes, Fiorella Corimberto, Caterina Benedetti und Gisella Bonomi nicht sofort in die Beachhandball-A-Nationalmannschaft Argentiniens für die South-American Beach Games 2019 in Rosario auf. Erste internationale Meisterschaften wurden die South American Beach Games 2019 in Rosario. Im weiteren Jahresverlauf wurde Balsas in den Kader Argentiniens für die Süd- und Mittelamerikanischen Beachhandballmeisterschaften 2019 in Maricá in Brasilien, und damit in die Mannschaft für ihr erstes internationales Turnier mit den Frauen berufen. Mit Gisella Bonomi, Fiorella Corimberto, Caterina Benedetti und Zoe Turnes rekrutierte sich das Team erneut zur Hälfte aus Spielerinnen die bei den Olympischen Jugendspielen Gold gewonnen hatten. In der Qualifikationsrunde wurden die Vertretungen aus Paraguay und Chile geschlagen, gegen die Mannschaften Uruguays und der Gastgeber verlor das argentinische Team. Als dritter der Qualifizierungsrunde erreichte man das Halbfinale, in dem Uruguay dieses Mal im Shootout geschlagen wurde. Im Finale unterlag man Brasilien klar, qualifizierte sich damit aber für die World Beach Games 2019 in Katar, da Brasilien schon aufgrund der Platzierung bei der letzten Weltmeisterschaft qualifiziert war. Hier spielte Balsas mit Argentinien eine sehr gute Hauptrunde, in der neben den USA und Tunesien auch die Weltklassemannschaften aus Dänemark und Ungarn geschlagen wurden. Einzig Brasilien musste man sich erneut geschlagen geben. Im Viertelfinale musste sich Argentinien dem überraschend starken Team aus Vietnam geschlagen geben. In den Platzierungsspielen schlug Argentinien danach klar den amtierenden Weltmeister Griechenland, unterlag danach im Spiel um Rang fünf Polen deutlich und wurde Sechste.
Nach längerer Pause aufgrund der COVID-19-Pandemie fand im April 2022 erstmals wieder ein internationales Turnier in Südamerika statt, Balsas stand zum dritten Mal im A-Aufgebot Argentiniens. Es sollte der größte Erfolg auf kontinentaler Ebene werden. Obwohl in der Vorrunde gegen Uruguays und Brasilien jeweils im Shootout verloren wurde, konnte sich Argentinien mit drei Siegen aus fünf Spielen problemlos als Drittplatzierte Mannschaft für das Halbfinale qualifizieren. Dort wurde Uruguay in einem eng umkämpften Spiel in zwei Sätzen geschlagen und das Finale gegen die langjährigen Rivalinnen aus Brasilien erreicht. Gegen den Angstgegner wurde der erste Satz deutlich mit 10:15 verloren, der zweite Satz knapp mit 17:16 gewonnen und damit der Shootout um den Sieg erreicht. Diesen gewann Argentinien nach einem langen Kampf mit 11:10 und gewann nach dem Titel bei den Südamerikanischen Beachgames 2019 erstmals auch den Meistertitel auf kontinentaler Ebene.

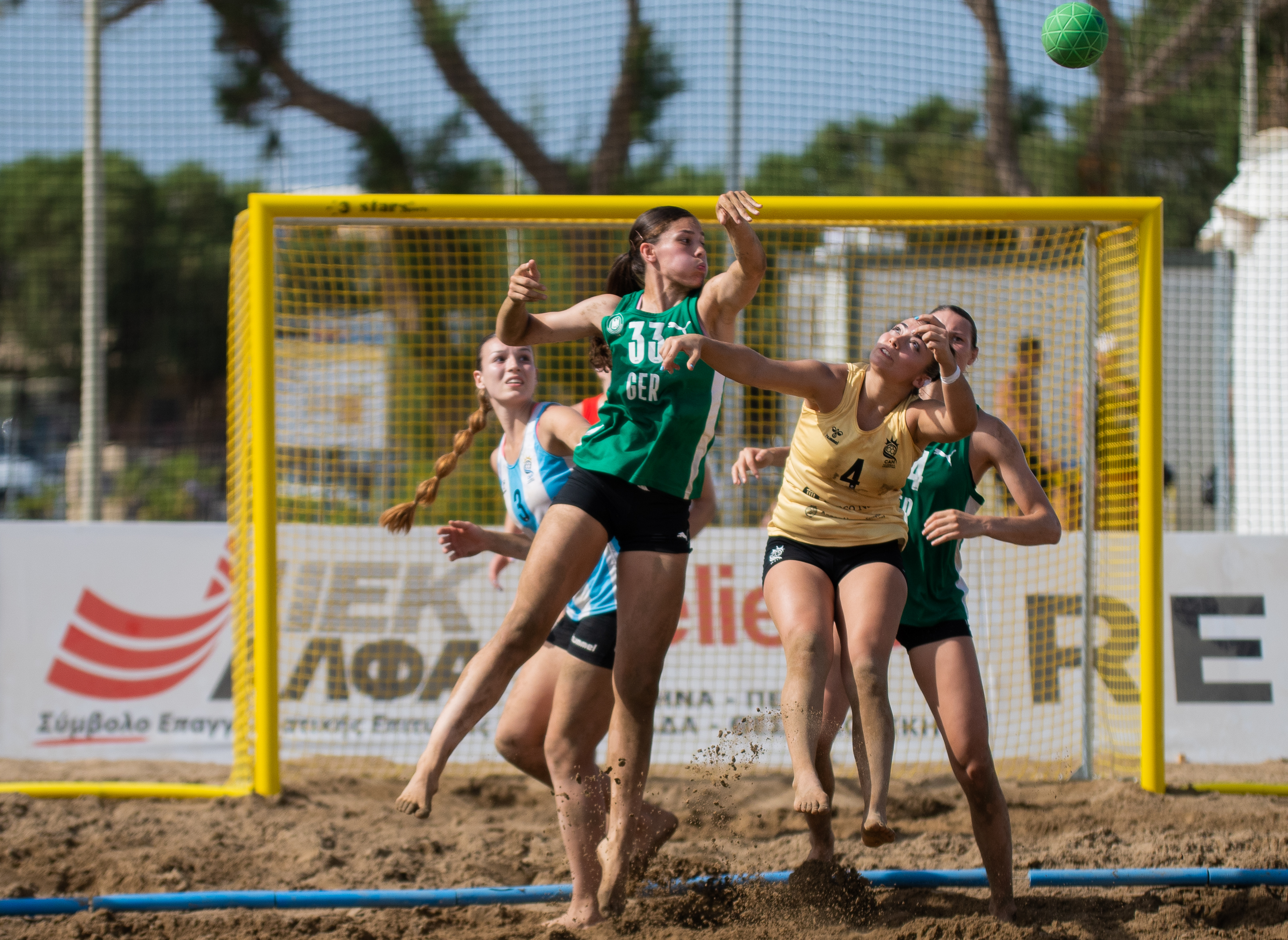
Balsas (in gelb) im Kampf mit Lucie-Marie Kretzschmar um den Ball im Hauptrundenspiel der WM 2022 gegen den späteren Weltmeister Deutschland

Auf die gelungene Qualifikation folgten die Weltmeisterschaften 2022 auf Kreta, wo Argentinien Siebte wurde und sich die hohen Erwartungen nicht völlig erfüllten. Persönlich war es für Balsas jedoch ein gutes Turnier, sie wurde als bester Specialist ausgezeichnet und kam damit in das All-Star-Team der WM.

#### Vereinsebene
Im Februar 2019 gewann Balsas mit ihrer Mannschaft ACHA de Mar del Plata, zu der auch alle übrigen Goldmedaillengewinnerinnen der Olympischen Jugendspiele, Gisella Bonomi, Rosario Soto, Carolina Ponce, Fiorella Corimberto, Caterina Benedetti, Belén Aizen, Zoe Turnes und Jimena Riadigos gehörten, den Titel bei der erstmals ausgetragenen argentinischen Beachhandball-Sommertour. Trainiert wurden sie von ihrer Trainerin in den argentinischen U-Nationalmannschaften Leticia Brunati. Gemeinsam mit ihren Nationalmannschaftskolleginnen Agustina Mamet, María Florencia Allende, Soto, Balsas, Turnes sowie den Schwestern Fiorella und Micaela Corimberto gewann sie im Januar 2020 den IFES Fly Summer Cup in Montevideo.

## Erfolge
| World Games - 2022: World Beach Games - 2019: 6. Beachhandball-Weltmeisterschaften - 2022: 7. Süd- und Mittelamerikanische Beachhandballmeisterschaften - 2019: - 2022: | Olympische Jugendspiele - 2018: Beachhandball-Juniorenweltmeisterschaften - 2017: Argentinische Beachhandball-Sommertour - 2019: |